# Fântânele, Arad
Fântânele (în germană Engelsbrunn, în maghiară Angyalkút, după 1904 Kisfalud) este satul de reședință al comunei cu același nume din județul Arad, Banat, România.

## Așezare
Localitatea este situată în Câmpia Vingăi, pe stânga râului Mureș, la o distanță de 10 km față de municipiul Arad.

## Istoric
Prima atestare documentară a localității Fântânele datează din anul 1457. 

## Economie
Economia este predominant agrară (cereale, plante tehnice, nutreț, legumicultură, creșterea bovinelor). 
În ultima perioadă, sectorul economic secundar și terțiar a avut evoluții ascendente.

## Turism
- Biserica Romano-Catolică "Îngerul Păzitor" (1780).
- Castelul Kövér-Appel, din secolul al XIX-lea, cu parcul și ansamblul arhitectural din împrejurime.

## Galerie de imagini

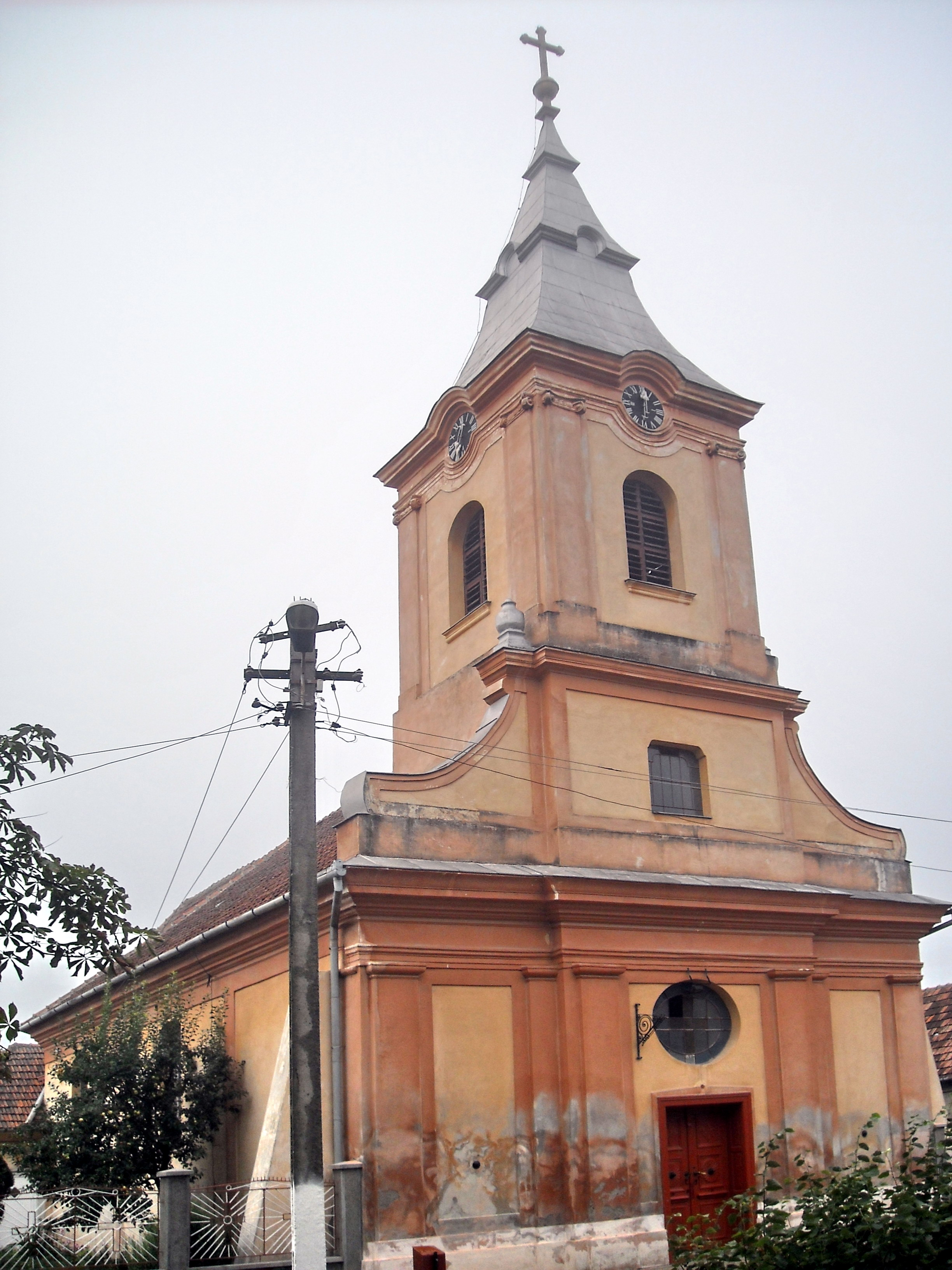
Biserica Romano-Catolică
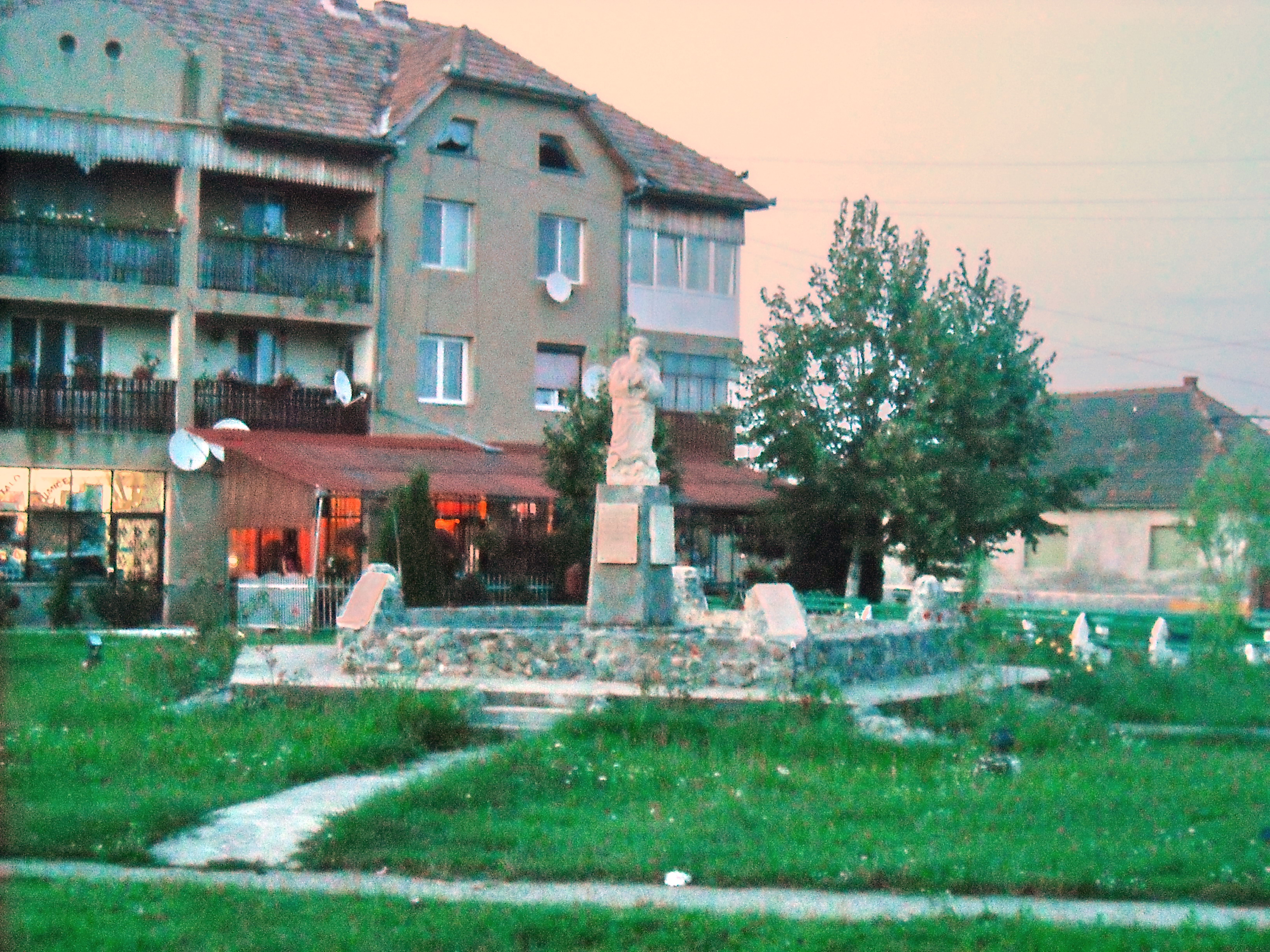
"Fântâna Îngerului"